# Hosackia incana
Hosackia incana là một loài thực vật có hoa trong họ Đậu. Loài này được Torr. mô tả khoa học đầu tiên.